# Perissus clavicornis
Perissus clavicornis är en skalbaggsart. Perissus clavicornis ingår i släktet Perissus och familjen långhorningar. Utöver nominatformen finns också underarten P. c. luteopubescens.